# Anisodes stollaria
Anisodes stollaria là một loài bướm đêm trong họ Geometridae.